# Mistrzostwa Europy w biegu 24-godzinnym 1992
1. Mistrzostwa Europy w biegu 24-godzinnym 1992 – zawody lekkoatletyczne, które odbyły się 29 i 30 maja 1992 w Apeldoorn, Holandia.

## Medaliści
|                         | 1. miejsce                                                       | Rezultat   | 2. miejsce                                                       | Rezultat   | 3. miejsce     | Rezultat   |
| Mężczyźni indywidualnie | Helmut Schieke                                                   | 250,698 km | Peter Samulski                                                   | 250,698 km | Valery Klement | 237,326 km |
| Mężczyźni drużynowo     | Niemcy 1. Helmut Schieke · 2. Peter Samulski · 3. Valery Klement | 729,607 km | Holandia 1. Lammert Meijer · 2. Jan Jongste · 3. Daan Albert Rob | 588,351 km | -              | -          |
| Kobiety indywidualnie   | Sigrid Lomsky                                                    | 231,008 km | Helga Backhaus                                                   | 224,164 km | Anna Dyck      | 213,332 km |
| Kobiety drużynowo       | Niemcy 1. Sigrid Lomsky · 2. Helga Backhaus · 3. Anna Dyck       | 670,171 km | -                                                                | -          | -              | -          |

## Reprezentacja Polski

### Mężczyźni
| Miejsce | Zawodnik       | Klub | Rezultat   |
| 27.     | Jerzy Bednarz  | -    | 187,470 km |
| 36.     | Henryk Szymków | -    | 177,132 km |